# Phaeosphaeriopsis nolinae
Phaeosphaeriopsis nolinae är en svampart som först beskrevs av A.W. Ramaley, och fick sitt nu gällande namn av M.P.S. Câmara, M.E. Palm & A.W. Ramaley 2003. Phaeosphaeriopsis nolinae ingår i släktet Phaeosphaeriopsis och familjen Phaeosphaeriaceae.   Inga underarter finns listade i Catalogue of Life.